# François Thibaux
Pour les articles homonymes, voir Thibaux.
François Thibaux est un écrivain français, né le 8 octobre 1947 à Tamatave.

## Biographie
Il a reçu le prix Paul-Léautaud 1997 pour Notre-Dame des Ombres (le cherche midi éditeur) et le prix Joseph-Delteil 2000 pour Le Guerrier nu (Denoël). Il a publié treize titres, dont La Vallée des Vertiges (Lattès), La Nuit d'Adrien Laure (Lattès), Monsieur mon frère (Éditions de l'Aube ; réédition : Les Vanneaux, mars 2012), Le Soleil des Vivants (Éditions de l'Aube ; réédition : Les Vanneaux, mars 2012), Ultime Été (Anne-Carrière, 2009) et Les rois barbares (La Librairie du Labyrinthe, Amiens, novembre 2016).
Il est le fils du colonel Pol Thibaux, natif des Ardennes, chirurgien des Forces Françaises libres et Compagnon de la Libération, dont il s'est inspiré pour Le Guerrier nu. Il descend par sa mère Françoise de Juge-Montespieu, d'origine tarnaise et britannique, de huguenots languedociens persécutés sous Louis XIV. Leur histoire sert de terreau à plusieurs de ses romans formant la chronique, à différentes époques, d'un pays de montagne imaginaire.
François Thibaux a obtenu, en août 2017, le prix Loin du marketing, pour l'ensemble de son œuvre.